# Henry (cráter)
Henry es un cráter de impacto que se encuentra al noroeste del cráter de mayor tamaño Cavendish, en la zona sureste de la cara visible de la Luna. Menos de medio diámetro hacia el noroeste se halla el cráter de similar tamaño Henry Frères, llamado así por los hermanos Paul y Prosper Henry.
|  |

El borde exterior de Henry ha sufrido una cierta erosión por otros impactos, particularmente en el sur y el sureste donde aparecen por dos pequeños cráteres superpuestos. El antiguo cráter se encuentra a lo largo de la pared interior y parte del piso interior, con una cresta en rampa hacia el norte. El brocal se extiende ligeramente hacia afuera entre dos depresiones, con ligeras protuberancias hacia el norte y el noreste. La plataforma interior carece de rasgos distintivos, con un albedo que coincide con el del terreno circundante. El sistema de marcas radiales de Byrgius A, un cráter satélite de Byrgius, cruza la mitad norte de Henry de oeste a este-noreste.

## Cráteres satélite
Por convención estos elementos se identifican en los mapas lunares colocando la letra en el lado del punto medio del cráter que está más cercano a Henry.
|       | \| Henry \| Coordenadas \| Diámetro \| \| ----- \| ------------------------------ \| -------- \| \| A \| 24°30′S 57°06′O / -24.5, -57.1 \| 8 km \| \| B \| 24°18′S 56°18′O / -24.3, -56.3 \| 5 km \| \| D \| 24°54′S 59°06′O / -24.9, -59.1 \| 7 km \| \| J \| 22°48′S 55°24′O / -22.8, -55.4 \| 5 km \| \| K \| 23°12′S 55°30′O / -23.2, -55.5 \| 6 km \| \| L \| 25°30′S 57°24′O / -25.5, -57.4 \| 6 km \| \| M \| 25°48′S 57°36′O / -25.8, -57.6 \| 13 km \| \| N \| 26°06′S 58°18′O / -26.1, -58.3 \| 9 km \| \| P \| 25°48′S 59°00′O / -25.8, -59.0 \| 6 km \| |          |
| Henry | Coordenadas | Diámetro |
| A     | 24°30′S 57°06′O / -24.5, -57.1 | 8 km     |
| B     | 24°18′S 56°18′O / -24.3, -56.3 | 5 km     |
| D     | 24°54′S 59°06′O / -24.9, -59.1 | 7 km     |
| J     | 22°48′S 55°24′O / -22.8, -55.4 | 5 km     |
| K     | 23°12′S 55°30′O / -23.2, -55.5 | 6 km     |
| L     | 25°30′S 57°24′O / -25.5, -57.4 | 6 km     |
| M     | 25°48′S 57°36′O / -25.8, -57.6 | 13 km    |
| N     | 26°06′S 58°18′O / -26.1, -58.3 | 9 km     |
| P     | 25°48′S 59°00′O / -25.8, -59.0 | 6 km     |